# Xanthorhoe stupida
Xanthorhoe stupida là một loài bướm đêm trong họ Geometridae.